# Hodotermitidae
Los hodotermítidos (Hodotermitidae) son una familia de termitas, que contiene los siguientes géneros.

## Géneros
- Anacanthotermes
- Hodotermes
- Microhodotermes